# Acosmeryx omissa
Acosmeryx omissa är en fjärilsart som beskrevs av Rothschild och Jordan 1903. Acosmeryx omissa ingår i släktet Acosmeryx och familjen svärmare. Inga underarter finns listade i Catalogue of Life.